# Przezwody (powiat sandomierski)
Przezwody – wieś w Polsce położona w województwie świętokrzyskim, w powiecie sandomierskim, w gminie Wilczyce.
| SIMC    | Nazwa         | Rodzaj    |
| ------- | ------------- | --------- |
| 0809606 | Dworskie      | część wsi |
| 0809612 | Pod Felinowem | część wsi |

W latach 1975–1998 miejscowość należała administracyjnie do województwa tarnobrzeskiego.